# Franciszek Meraviglia-Crivelli

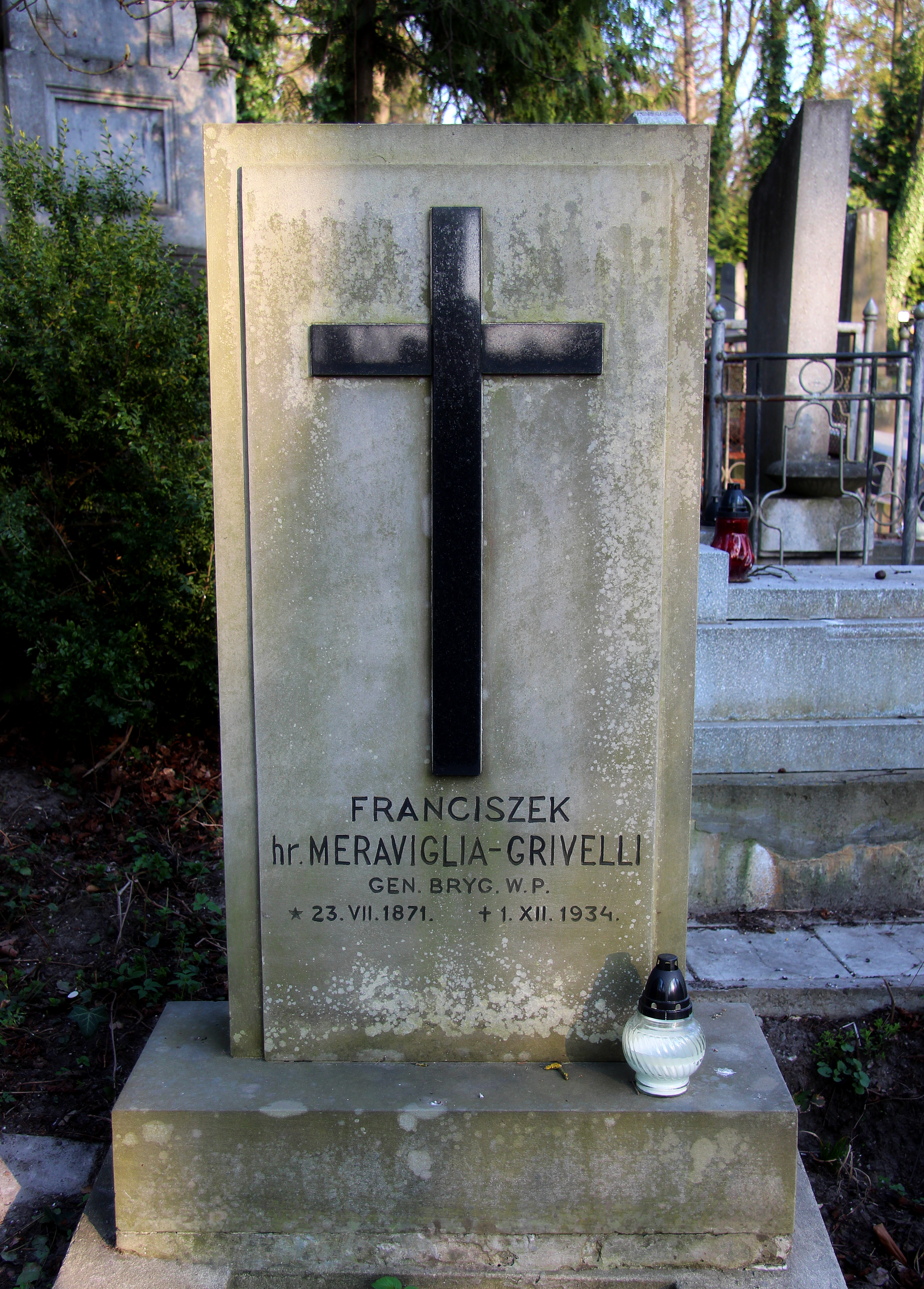
Nagrobek generała

Franciszek Antoni Zbigniew Meraviglia-Crivelli, hrabia (ur. 23 lipca 1871 we Lwowie, zm. 1 grudnia 1934 tamże) – generał brygady Wojska Polskiego.

## Życiorys
Urodził się 23 lipca 1871 we Lwowie, w rodzinie Rudolfa i Leokadii z domu von Machotka. Był narodowości polskiej i wyznania rzymskokatolickiego. Ukończył sześć klas w c. k. Wyższej Szkole Realnej we Lwowie. W 1891 złożył maturę. 1 października 1891 został powołany do odbycia obowiązkowej służby wojskowej w cesarskiej i królewskiej Armii, w charakterze jednorocznego ochotnika. Służył w 2. baterii 11. Galicyjsko-bukowińskim Pułku Artylerii Korpuśnej we Lwowie. Na stopień porucznika rezerwy (niem. Leutnant in der Reserve) został mianowany ze starszeństwem z 1 stycznia 1893 i pozostawiony w służbie czynnej, w macierzystym pułku na stanowisku młodszego oficera 1. baterii. W 1894 w Szkole Artylerii w Wiedniu zdał egzamin na oficera zawodowego. W okresie I wojny światowej walczył na frontach: serbskim, rumuńskim i włoskim. Dowodził pułkiem artylerii górskiej i grupą artylerii.
22 marca 1919 został przydzielony do Szkoły Artylerii w Rembertowie, a 3 kwietnia tego roku przyjęty do Wojska Polskiego z zatwierdzeniem posiadanego stopnia podpułkownika ze starszeństwem od dnia 1 lutego 1918. 20 kwietnia objął dowództwo 1 pułku artylerii górskiej. 5 marca 1920 – Brygady Artylerii Górskiej. Na jej czele walczył na wojnie z bolszewikami. 29 maja 1920 roku został zatwierdzony z dniem 1 kwietnia 1920 roku w stopniu pułkownika, w artylerii, w grupie oficerów byłej armii austro-węgierskiej. 25 października 1921 został wyznaczony na stanowisko szefa Artylerii i Służby Uzbrojenia Okręgu Korpusu Nr VI we Lwowie.
1 grudnia 1924 Prezydent RP Stanisław Wojciechowski na wniosek ministra spraw wojskowych, gen. dyw. Władysława Sikorskiego, awansował go na generała brygady ze starszeństwem z dniem 15 sierpnia 1924 i 9. lokatą w korpusie generałów. Z dniem 1 marca 1927 został mu udzielony dwumiesięczny urlop z zachowaniem uposażenia, a z dniem 30 kwietnia 1927 został przeniesiony w stan spoczynku. Zmarł 1 grudnia 1934 we Lwowie.
Franciszek Meraviglia-Crivelli został pochowany na Cmentarzu Łyczakowskim we Lwowie. Był żonaty z Heleną Sromenger, z którą miał syna Rudolfa Franciszka Józefa (ur. 30 sierpnia 1905), rotmistrza Wojska Polskiego i córkę Elżbietę (ur. 27 listopada 1915). Syn Rudolf 4 lipca 1931 we Lwowie ożenił się z Janiną z Borzemskich (1911–1949), siostrą Pawła Jerzego (1919–1945), porucznika 10 pułku strzelców konnych.

## Awanse
- nadporucznik (oberleutnant) – 1897
- kapitan (hauptmann) – 1908
- major – 1916
- podpułkownik (oberstleutnant) – 1 lutego 1918

## Ordery i odznaczenia
- Order Korony Żelaznej 3. klasy z dekoracją wojenną i mieczami[12]